# Carlos Aloé
Vicente Carlos Aloé (Rosario, 18 de julio de 1900 - Rojas, 26 de junio de 1978) fue un militar y político peronista argentino, que fue elegido en 1951 como Gobernador de la Provincia de Buenos Aires, cargo en el que se desempeñó entre 1952 y 1955, siendo derrocado en este último año por el golpe militar que dio inicio a la dictadura autodenominada Revolución Libertadora.

## Biografía

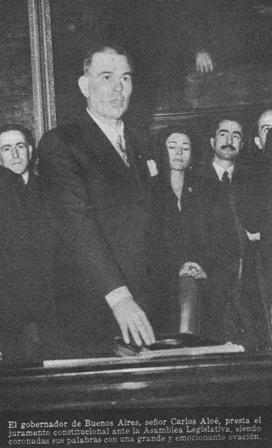
Aloé jura su cargo como Gobernador de Buenos Aires.

Carlos Vicente Aloé fue de origen muy humilde, vivió en su infancia en el pueblo de Rafael Obligado (Buenos Aires) partido de Rojas. Dedicado a los deportes, fue empleado ferroviario en su primera juventud.
Ingresó al Ejército Argentino como suboficial en 1921, con la intención de hacerse aviador. Conoció al capitán instructor Juan Domingo Perón en la Escuela de Suboficiales. Posteriormente cursó sus estudios en la Escuela de Administración del Ejército Argentino, para pasar a ser oficial de Ejército en la rama de Intendencia, en que hizo carrera hasta llegar al grado de Mayor.
Entre 1946 y 1952, durante la primera presidencia de Perón, fue Jefe de Despacho de la Presidencia. Entre sus iniciativas puede recordarse su acción para la democratización del Ejército, facilitando el paso de los grados de suboficiales a los de oficiales, la reorganización de los liceos militares, su participación en la creación de la Fundación Eva Perón y la organización de los Campeonatos Infantiles "Evita".
En 1952 fue elegido presidente de la Agrupación de Trabajadores Latinoamericanos Sindicalizados, conocido por su sigla ATLAS para la Argentina. Esta asociación sindical tenía su sede en el Edificio Alas de Buenos Aires, construido especialmente para la organización.
Su primera preocupación fue inciiar el proceso de democratización del Ejército, las realizaciones de la Obra Social del Ministerio de Guerra para oficiales y suboficiales de las Fuerzas Armadas; el otorgamiento a los suboficiales del derecho a votar; Régimen de Becas para los hijos de suboficiales para cursar estudios en los Liceos militares. También colaboró en la redacción de la Ley 13.024 de Institutos Militares, que establecen que quedan a cargo de la Nación los hijos de obreros, suboficiales de las Fuerzas Armadas, empleados y retirados cuyo ingreso no supere los 400 pesos mensuales y que aspirasen a cursar estudios en dichos institutos.

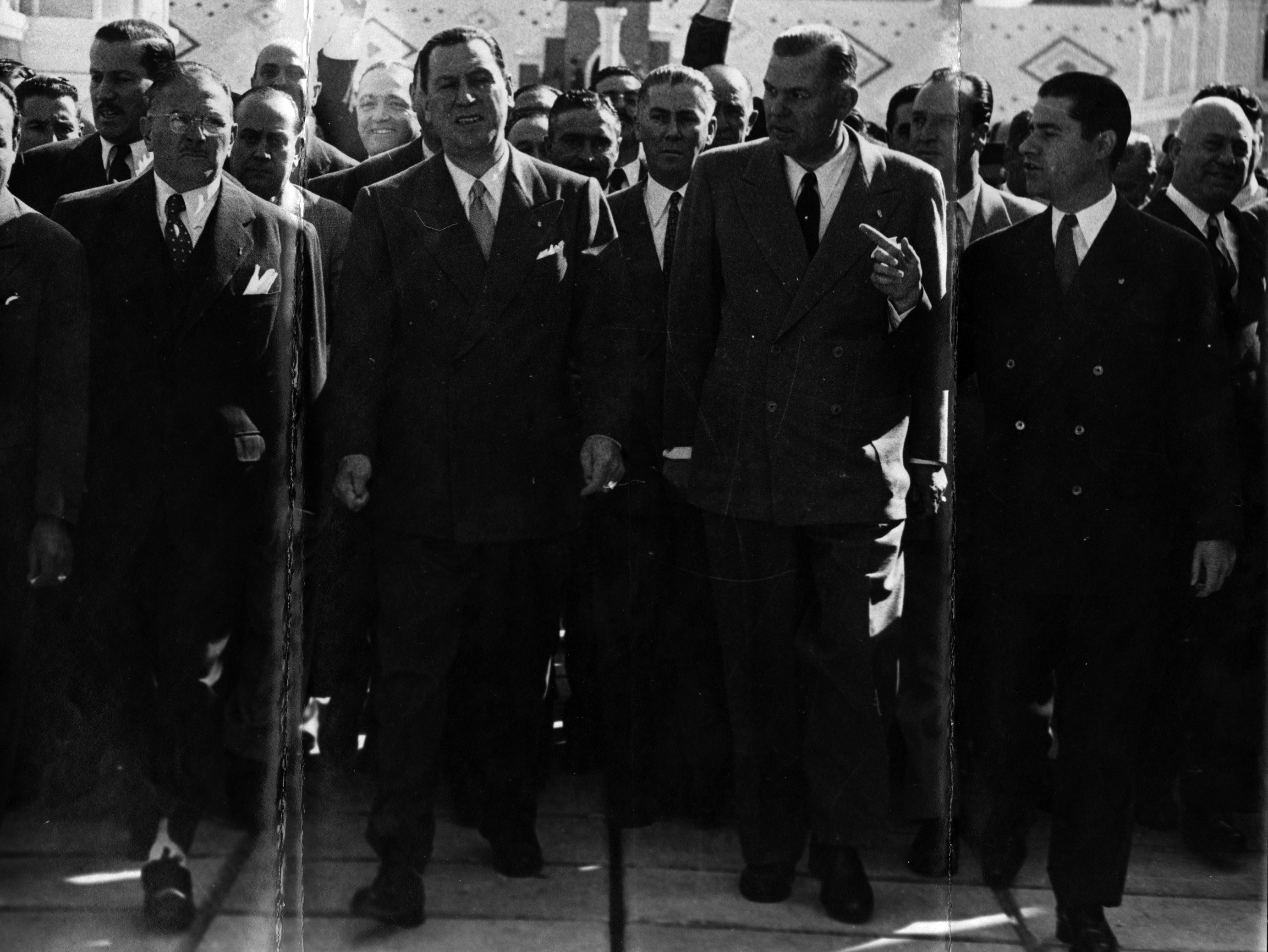
Perón, Mercante y Aloé comparten un acto público.

Aloé, en Gobierno, proceso, conducta (1969) —una memoria de su acción política — recordó que fue propuesto para suceder al gobernador de Buenos Aires, Domingo Mercante, por Eva Perón. Aloé fue elegido para ese cargo en las elecciones de 1951, asumiendo el 4 de junio de 1952. En el sistema eléctrico de la zona Norte, inauguró la ampliación de la Central Regional de Chivilcoy, inauguró la línea de Alta Tensión Luján-Morón, importante obra que había estado paralizada tres años. El sistema eléctrico de la zona Oeste, constituido por una central con tres grupos electrógenos, fue inaugurado en agosto de 1954, en Pehuajó.
En el de la zona sudeste, abastecido por la gran central regional de Necochea, la gestión procedió a terminar el edificio de la misma y al montaje de sus instalaciones. En el del Sur, principalmente mejoró la red de distribución de la ciudad de Bahía Blanca, y en el del Este, Chascomús-Dolores, también se programaron y se opusieron en ejecución el tendido de 900 km de líneas de Alta Tensión, entre ellas la de Mar del PIata-Necochea. El incremento de la potencia instalada de 118.000 kW a 190.000 permitió ampliar la producción de energía.
El antiperonismo le atribuyó una supuesta "falta de cultura". Aloé era un habitual articulista en diversas publicaciones de prensa y había editado varios libros de su autoría —entre ellos De Calfucurá a Yrigoyen y Grandeza y decadencia del federalismo argentino (1963)—, a la vez que tenía una nutrida biblioteca particular. Durante su mandato como gobernador, adhirió a la corriente del revisionismo histórico y fue el primer mandatario en conmemorar la gesta del Combate de la Vuelta de Obligado en el año 1954, declarando el día 20 de noviembre como feriado para toda la provincia de Buenos Aires. Era además propietario de la editorial Alea y escribía asiduamente en la revista Mundo Deportivo.
A partir de 1949 fue también fundador y editor de la revista Mundo Agrario, perteneciente al grupo de Radio El Mundo.

## Gobernación
Entre los objetivos que se fijó estuvo el de apoyarse en el Segundo Plan Quinquenal del gobierno nacional para fomentar la industrialización de la provincia, la mecanización agraria y el apoyo a las cooperativas de trabajo y producción. También generó activamente mejoras en la Policía de la Provincia de Buenos Aires y mejoró la formación de los maestros.
Mercante fue gobernador durante dos períodos: 1946-50 y 1950-52, y su gestión se recuerda como una de las más fecundas en la provincia. Numerosas obras públicas construidas durante su gobierno. La construcción de 146 barrios obreros, la Planta de Tratamiento de agua para las ciudades de La Plata, Berisso y Ensenada, el edificio para el Instituto Tecnológico de Bahía Blanca, hoy Universidad Nacional del Sur, numerosas obras de pavimentación y construcción de caminos en distintos partidos de la provincia, la Ciudad de los Niños, el Viaducto Sarandí, la inauguración de más de 1600 escuelas y de diversos centros de salud en La Plata, Necochea y Tandil, centros materno infantiles, casas cunas y ampliaciones hospitalarias, la reorganización de la policía de la provincial, entre otras. Lanzó el plan regulador y de urbanización de la ciudad de Necochea, formaba parte de un plan de urbanización costera, orientado hacia un turismo masivo y enfocado desde una perspectiva social.El Gobierno además fortaleció el régimen de la coparticipación impositiva de las municipalidades (lo que pedía al Gobierno federal, lo realizaba también en el orden interno). Fue determinada la coparticipación de las comunas en la recaudación del Impuesto Inmobiliario, el porcentaje aumentó del 3 al 5%. 
Aloé convocó al Primer Congreso de Municipios, en 1952, y al año siguiente se crea la Dirección de Asuntos Municipales.
En vistas a proveer seguridad a los habitantes bonaerenses, se llevan adelante una serie de medidas vinculadas al tema: se jerarquiza la Policía bonaerense mediante la promulgación del Estatuto del Personal de Policía, se crea un nuevo sistema estadístico de delitos y medidas de represión y prevención y la Obra Social. Para el personal de los institutos carcelarios se organizan Cursos Superiores de Capacitación Penitenciaria y se crea el Instituto de Investigaciones y Docencia Criminológica. Fue un hombre que siempre le dio mucha importancia a la educación y formación, redujo el analfabetismo del 13,6% al 8,9%; comenzaron a egresar maestros provenientes de hogares de trabajadores –urbanos y rurales- y se triplicaron los alumnos universitarios. Particular importancia tuvieron en su preocupación las Escuelas Fábricas. Impulsó la racionalidad administrativa y el control exhaustivo de los gastos públicos. Tuvo como eje prioritario de esta campaña, el aumento de la productividad agraria se pensó lograr por medio de la mecanización, el cooperativismo, la educación y asesoramiento a los productores y la integración de las corporaciones agrarias al estado. Aumentando la producción provincial de maíz un 23% el primer año del plan Trienal, y 19 la de trigo, y 42% la de sorgo.
Fueron concluidas tas obras de riego que beneficiaron a 1.400 ha, se levantó la Estación Hidrológico-Forestal de Sierra de la Ventana en Lobos y Roque Pérez. Durante su gestión se construyó el Viaducto Sarandí, que demandó seis años de trabajo y una inversión de 30 millones de pesos. sesenta años después se inauguró allí un monumento. la construcción en la Plata (1588 unidades), Avellaneda, San Martín, La Matanza y Berazategui. En el mismo mensaje, se anunció la adjudicación de 976 unidades en Villa Diamante (Lanús), Berisso y San Nicolás. Estaban por habilitarse 352 en Berisso. A su vez en Tandil, 170 viviendas estaban en ejecución, en Campana 304, Azul 188. También estaban licitadas 554 viviendas en Arrecifes, General Lamadrid, Bahía Blanca y Necochea.
En septiembre de 1955 fue depuesto por el golpe de Estado militar que instaló la dictadura autodenominada Revolución Libertadora, siendo arrestado y procesado por su participación en el gobierno de Perón y dado de baja del Ejército.  Estuvo detenido durante dos años y tres meses, incluyendo 170 días incomunicado. Aloé, como tantos otros peronistas, recorrió gran parte del nuevo sistema carcelario, incluyendo la cárcel de Ushuaia que Perón había clausurado en 1949 pero que fue reabierta en 1956 para albergar a los militantes peronistas.
Posteriormente, Perón lo designó miembro del Consejo Coordinador y Supervisor del Comando Superior Peronista, durante el período en el que el peronismo estuvo prohibido por las sucesivas dictadura y debió funcionar en la clandestinidad.
Falleció en Rojas en el año 1978, en su honor una calle de Chacabuco lleva su nombre.

## Libros
- De Calfucurá a Yrigoyen. Grandeza y decadencia del federalismo argentino (1963)

- GOBIERNO, PROCESO, CONDUCTA, Buenos Aires: Sudestada, 1969.